# 睢州 (金朝)
睢州，金朝时设置的州。

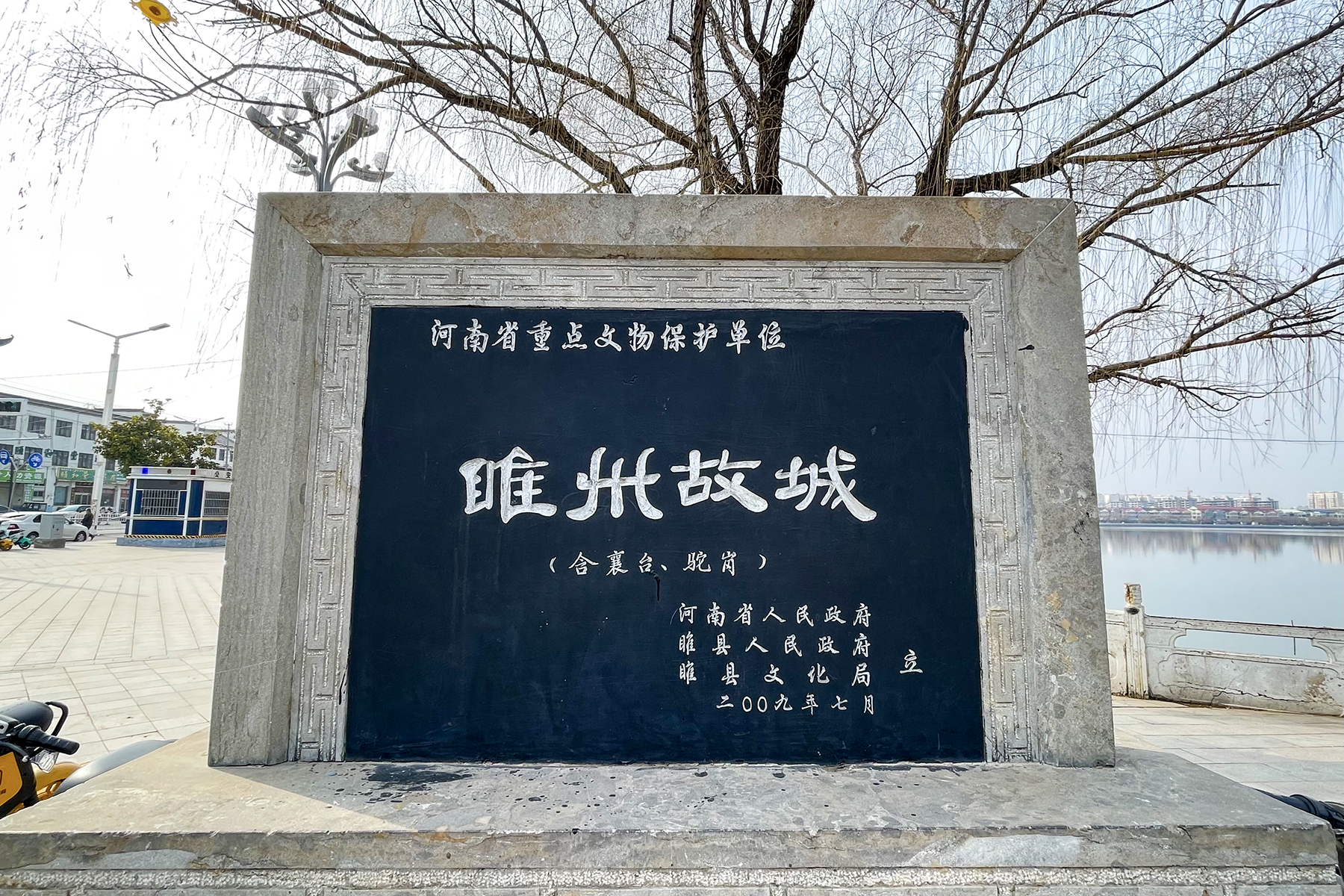
位于凤城湖的睢州故城

天德三年（1151年）改拱州置，治所在襄邑县（今河南省睢县）。属南京路。辖境相当今河南省睢县、柘城、民权等县地。元朝时，属汴梁路。明朝洪武初年，废襄邑县入州，属开封府，嘉靖二十四年（1545年）改属归德府。領考城、柘城二縣。1913年改为睢县。